# Alicja Dańczak
Alicja Dańczak (ur. 6 lutego 1941, zm. 6 sierpnia 2013 w Szczecinie) – polska profesor nauk rolniczych w zakresie zootechniki, nauczyciel akademicki

## Życiorys
Alicja Dańczak ukończyła studia rolnicze w Wyższej Szkole Rolniczej w Szczecinie w 1963. Z uczelnią tą była związana przez ponad 40 lat pracy zawodowej, przeszła przez wszystkie szczeble kariery akademickiej. W 1978 po obronie dysertacji Retencja wapnia i fosforu na tle wzrostu śródjajowego zarodków czterech podstawowych gatunków drobiu (promotor: profesor Lidia Uziębło) otrzymała stopień doktora nauk rolniczych w dyscyplinie zootechnika. W 1990 Wydział Zootechniczny Akademii Rolniczo-Technicznej w Olsztynie nadał jej stopień doktora habilitowanego na podstawie dorobku naukowego i rozprawy Wpływ składu mieszanek paszowych na cechy użytkowe oraz wzrost embrionalny kur. W 1998 Prezydent RP Aleksander Kwaśniewski wręczył jej nominację profesora nauk rolniczych.
W latach 1993-2010 pełniła funkcję kierownika Katedry Hodowli Ptaków Użytkowych i Ozdobnych na Wydziale Biotechnologii i Hodowli Zwierząt Zachodniopomorskiego Uniwersytetu Technologicznego w Szczecinie.
Alicja Dańczak została pochowana 16 sierpnia 2013 na Cmentarzu Centralnym w Szczecinie (kw. 43C-0-4).

## Praca naukowa
Alicja Dańczak była specjalistą w zakresie embriologii i użytkowania drobiu. Zajmowała się także adaptacją bezgrzebieniowców użytkowych do warunków fermowych, co było ewenementem na skalę krajową. Była inicjatorem utworzenia wydziałowej fermy doświadczalnej emu i koordynatorem badań dotyczących utrzymania, żywienia i technologii lęgów tego gatunku ptaków. Realizowała badania w ramach projektów resortowych i branżowych, była kierownikiem 4 projektów badawczych MNiSW. Wypromowała 6 doktorów nauk rolniczych w dyscyplinie zootechnika. Recenzowała  15 prac doktorskich, 2 rozprawy habilitacyjne i 2 wnioski o tytuł profesora, a także wiele publikacji naukowych i projektów. Opublikowała 160 prac naukowych, podręcznik akademicki, kilka skryptów i monografii.

## Udział w organizacji nauki
Profesor Alicja Dańczak współuczestniczyła tworzeniu kierunku studiów Biotechnologia na Wydziale Zootechnicznym. Współorganizowała Międzywydziałowe Studia Doktoranckie (MSD) utworzone w Akademii Rolniczej w 1993, pełniąc funkcję Koordynatora na Wydziale Biotechnologii i Hodowli Zwierząt, a od 1998 łącząc funkcję Koordynatora Wydziałowego i Kierownika MSD. W latach 1993-1996 była prodziekanem ds. kształcenia Wydziału Zootechnicznego.  Była członkiem Komitetu Nauk Zootechnicznych PAN (2003-2006).

## Odznaczenia i nagrody
- Krzyż Kawalerski Orderu Odrodzenia Polski
- Medal Komisji Edukacji Narodowej
- Złota Odznaka ZNP
- Odznaka Honorowa Gryfa Pomorskiego
- Medal „Zasłużony dla Akademii Rolniczej w Szczecinie” (1997)[3]
- Nagroda Zespołowa Wojewody Szczecińskiego za zasługi dla nauki i postępu